# David Silver
Pour les articles homonymes, voir Silver.
 (novembre 2022).
La mise en forme du texte ne suit pas les recommandations de Wikipédia : il faut le « wikifier ».
Les points d'amélioration suivants sont les cas les plus fréquents. Le détail des points à revoir est peut-être précisé sur la page de discussion.
- Les titres sont pré-formatés par le logiciel. Ils ne sont ni en capitales, ni en gras.
- Le texte ne doit pas être écrit en capitales (les noms de famille non plus), ni en gras, ni en italique, ni en « petit »…
- Le gras n'est utilisé que pour surligner le titre de l'article dans l'introduction, une seule fois.
- L'italique est rarement utilisé : mots en langue étrangère, titres d'œuvres, noms de bateaux, etc.
- Les citations ne sont pas en italique mais en corps de texte normal. Elles sont entourées par des guillemets français : « et ».
- Les listes à puces sont à éviter, des paragraphes rédigés étant largement préférés. Les tableaux sont à réserver à la présentation de données structurées (résultats, etc.).
- Les appels de note de bas de page (petits chiffres en exposant, introduits par l'outil «  Source ») sont à placer entre la fin de phrase et le point final[comme ça].
- Les liens internes (vers d'autres articles de Wikipédia) sont à choisir avec parcimonie. Créez des liens vers des articles approfondissant le sujet. Les termes génériques sans rapport avec le sujet sont à éviter, ainsi que les répétitions de liens vers un même terme.
- Les liens externes sont à placer uniquement dans une section « Liens externes », à la fin de l'article. Ces liens sont à choisir avec parcimonie suivant les règles définies. Si un lien sert de source à l'article, son insertion dans le texte est à faire par les notes de bas de page.
- La présentation des références doit suivre les conventions bibliographiques. Il est recommandé d'utiliser les modèles {{Ouvrage}}, {{Chapitre}}, {{Article}}, {{Lien web}} et/ou {{Bibliographie}}. Le mode d'édition visuel peut mettre en forme automatiquement les références.
- Insérer une infobox (cadre d'informations à droite) n'est pas obligatoire pour parachever la mise en page.

Pour une aide détaillée, merci de consulter Aide:Wikification.
Si vous pensez que ces points ont été résolus, vous pouvez retirer ce bandeau et améliorer la mise en forme d'un autre article.
David Silver, né en 1976, est un informaticien et entrepreneur britannique qui dirige le groupe de recherche sur l'apprentissage par renforcement chez DeepMind et a été chercheur principal pour AlphaGo, AlphaZero et co-responsable d'AlphaStar.

## Éducation
David Silver obtient un diplôme à l'Université de Cambridge en 1997 en remportant le prix Addison-Wesley, et fait la connaissance de Demis Hassabis à ce moment-là. Il reprend les études en 2004 à l'Université d'Alberta avec un doctorat sur l'apprentissage par renforcement, durant lequel il conçoit les algorithmes utilisés par les premiers programmes de Go 9×9 au niveau master et obtient son diplôme en 2009,. Sa version du programme MoGo, co-écrit avec Sylvain Gelly, est l'un des programmes Go les plus performants depuis 2009.

## Carrière
Après avoir obtenu son diplôme universitaire, David Silver participe à la création de la société de jeux vidéo Elixir Studios, où il est CTO et programmeur principal, lui valant plusieurs prix pour la technologie et l'innovation,.
David Silver reçoit une bourse de recherche universitaire de la Royal Society en 2011, puis devient professeur à l'University College de Londres. Ses conférences sur l'apprentissage par renforcement sont disponibles sur YouTube. Il est consultant pour DeepMind depuis sa création, rejoignant à plein temps l'entreprise en 2013.
Son travail récent est axé sur la combinaison de l'apprentissage par renforcement avec l'apprentissage profond, par exemple avec un programme qui apprend à jouer à des jeux Atari directement à partir de pixels. Silver mène le projet AlphaGo, dont un des succès initiaux a été de battre un des meilleurs joueurs professionnels dans le jeu de Go à taille réelle. Par la suite, AlphaGo reçoit la certification professionnelle honoraire 9 Dan et remporte le prix Cannes Lion pour l'innovation. Il dirige ensuite le développement d'AlphaZero, utilisant la même intelligence artificielle pour apprendre à jouer Go sans exemple humain, avant d'apprendre à jouer aux échecs et au shōgi de la même manière, surpassant tous les autres programmes informatiques.
David Silver est l'un des employés de DeepMind les plus publiés, avec plus de 110 000 citations et un indice h de 74.
Il reçoit le prix ACM en informatique pour ses contributions dans la résolution informatique de jeux vidéo.
En 2021, il est élu membre de la Royal Society pour ses contributions aux Deep Q-Networks et AlphaGo.